# Guido Ubaldo Abbatini
Guidobaldo Abbatini (Città di Castello, 1600 körül – Róma, 1656) olasz festő, a barokk korszak képviselője. Főként Róma és Usigni városaiban tevékenykedett.
A ma az Umbriában található Perugia tartomány területén elhelyezkedő Città di Castello városában született 1600 körül. Giuseppe Cesari (1568 k. – 1640) manierista festő tanítványa volt, később Pietro da Cortona (1596/97–1669) alatt dolgozott. Rómában Pietro Bernini mellett festődekorátorként és mozaikkészítőként működött. Számos freskót készített. 1630–1631-ből származó freskóján magyar vonatkozású jelenet látható, amelyen Nagy Lajos királynak bemutatják Veronika kendőjét. Ő festette továbbá a Rómában található Santa Maria della Vittoria Szent Teréz-kápolnájának mennyezetét is.
1635 és 1637 között kapta egyik első nagy önálló freskó festési megbízását, a Life of Charlemagne-t (’Nagy Károly élete’)  a Vatikánban. Az önálló munkáinál általa legjobban kedvelt stílus a visszafogott klasszikus ábrázolás volt. Ez a stílus közel állt Andrea Camassei és Giovanni Francesco Romanelli munkásságához. 1642 és 1644 között Pietro Bernini közvetlen munkatársa volt a San Pietro in Montario római templom boltívi freskójának elkészítésében. 1650-ben festette a római Santo Spirito in Sassla templom mennyezeti és falrészeinek freskóit. VIII. Orbán pápasága alatt nagyon sok kisebb aranyozási és freskófestési munkát végzett a Szent Péter-bazilikában és a Vatikánban.